# Миколаенко, Юрий Петрович
Юрий Петрович Миколаенко (28 сентября 1965, с. Зубари (ныне — в составе посёлка Кожанка), Фастовский район, Киевская область) — советский и украинский футболист, нападающий. Мастер спорта.

## Игровая карьера
Начинал играть в футбольной школе киевского «Динамо», сначала в группе Евгения Котельникова, а затем — Евгения Снитко. В 1982 году был приглашён в дубль «Динамо», где выступал два года. Следующими командами Юрия были ирпенское «Динамо» и тернопольская «Нива».
В 1990 году некоторое время выступал за клуб 1-й лиги Тилигул, но в 1991 снова играл за «Динамо» (Ирпень).
В 1992 году перешёл в команду высшей украинской лиги — харьковский «Металлист». Первый матч в «вышке»: 18 мая 1992 года «Металлист» — «Днепр» (Днепропетровск), 1:0. В составе харьковского клуба выходил в финал Кубка Украины (1992 год), который в дополнительное время был проигран одесскому «Черноморцу».
В «Металлисте» у Юрия не всё получалось, и уже через год он принял приглашение Ефима Школьникова попробовать силы в винницкой «Ниве». В сезоне 1992/93 годов стал победителем турнира первой лиги, а также лучшим бомбардиром команды в чемпионате. Вышел с командой в высшую лигу. 8 апреля 1994 в игре против «Вереса», сделав на протяжении минуты дубль (73', 74'), стал всего третьим игроком в истории чемпионатов Украины кому это удалось.
Тем не менее в Виннице закрепиться не смог и несколько лет провел в аренде в украинских клубах разных лиг — «Система-Борэкс», «Кривбасс», «Николаев».
В 1996 году некоторое время провел в Узбекистане, где вместе с рядом других украинских футболистов играл за клуб высшей лиги «Кушон». Перед началом сезона 1996/97 вернулся на Родину, начал выступать за александрийскую «Полиграфтехнику».
Летом 1998 года руководство «Полиграфтехники» подыскало ему новый клуб — «Металлург» (Никополь). Миколаенко отправился на сборы никопольской команды в Новую Каховку и попал в состав.
Завершал карьеру в командах «Звезда» (Кировоград) и «Рось» (Белая Церковь).

## Карьера в сборной
Выступал в молодёжной сборной команде СССР.

## Тренерская карьера
Работал в тренерском штабе Детско-юношеской футбольной школы «Динамо» им. Валерия Лобановского на должностях тренера группы 2000 г. р., затем тренера по технической подготовке.
Регулярно участвует в матчах ветеранов киевского «Динамо».